# Libor Macháček
Libor Macháček (* 22. září 1970) je bývalý český fotbalista, brankář.

## Fotbalová kariéra
V české lize hrál za FC Slovan Liberec a FK Teplice. Nastoupil ke 141 ligovým utkáním. V evropských pohárech nastoupil ke 2 utkáním v Lize mistrů UEFA a ke 4 utkáním v Poháru UEFA.

## Ligová bilance
| Ročník                          | Zápasy | Góly | Klub                |
| ------------------------------- | ------ | ---- | ------------------- |
| 1. česká fotbalová liga 1993/94 | 1      | 0    | FC Slovan Liberec   |
| 1. česká fotbalová liga 1994/95 | 1      | 0    | FC Slovan Liberec   |
| 1. česká fotbalová liga 1996/97 | 26     | 0    | FK Teplice          |
| Gambrinus liga 1997/98          | 30     | 0    | FK Teplice          |
| Gambrinus liga 1998/99          | 30     | 0    | FK Teplice          |
| Gambrinus liga 1999/00          | 30     | 0    | FK Teplice          |
| Gambrinus liga 2000/01          | 23     | 0    | FK Teplice          |
| 2. česká fotbalová liga 2001/02 | 24     | 0    | FK Mladá Boleslav   |
| 2. česká fotbalová liga 2002/03 | 21     | 0    | FK Mladá Boleslav   |
| 2. česká fotbalová liga 2003/04 | 6      | 0    | FK Mladá Boleslav   |
| Gambrinus liga 2005/06          | 1      | 0    | FC Vysočina Jihlava |
| CELKEM                          | 142    | 0    |                     |